# Uloborus berlandi
Espèce
Synonymes
- Uloborus lugubris Berland & Millot, 1940 nec Thorell, 1895
- Uloborus lugubrinus Benoit, 1972

Uloborus berlandi est une espèce d'araignées aranéomorphes de la famille des Uloboridae.

## Distribution
Cette espèce est endémique de Guinée.

## Étymologie
Cette espèce est nommée en l'honneur de Lucien Berland.

## Publications originales
- Roewer, 1951 : Neue Namen einiger Araneen-Arten. Naturwissenschaftlichen Verein Zu Bremen, vol. 32, p. 437-456.
- Berland & Millot, 1940 : Les araignées de l'Afrique occidental français. II, Cribellata. Annales de la Société Entomologique de France, vol. 108, p. 149-160.